# Ceylalictus sylvestris
Ceylalictus sylvestris là một loài Hymenoptera trong họ Halictidae. Loài này được Pesenko & Pauly mô tả khoa học năm 2001.